# Newrest
 (janvier 2019).
Newrest est une société de restauration hors foyer, logistique et Facility Management. Son siège social est basé à Toulouse.
Fondé en 1996 sous le nom de Catair, le groupe Newrest, présidé par Olivier Sadran, est aujourd’hui le seul opérateur à intervenir sur l’ensemble des secteurs de la restauration et des services associés : catering aérien, buy-on-board, duty free à bord, restauration concédée, bases vie et services de Facility Management, catering ferroviaire, concessions de restauration aéroportuaires et autoroutières.
Avec ses 60 380 collaborateurs présents dans 53 pays, le groupe Newrest, dont le chiffre d’affaires s’élève à 2,5 milliards d'€ en 2024, est également le premier acteur mondial indépendant du catering aérien.

## Historique
- 1996 : création de Catair par Olivier Sadran.
- 2001 : intégration de Catair dans Eurest Inflight (Division inflight Catering de Compass).
- 2005 : création de Newrest.
- 2006 : ouverture de l'unité de catering aérien de Paris-Charles de Gaulle.
- 2008 : partenariats stratégiques au Moyen-Orient et succession d'acquisitions auprès de groupes internationaux (Saudia Airlines en Arabie Saoudite ; Wacasco au Sultanat d’Oman, LSG en Espagne).
- 2010 : rachat de la Compagnie des wagons-lits et intensification du développement international du groupe.
- 2012 : IPO réussi de Saudia Airlines Catering ; signature de la mine emblématique d'Hudbay au Pérou ; ouverture au marché asiatique.
- 2013 : gain d'un contrat de restauration ferroviaire très important auprès de la SNCF ; consolidation de sa présence en Afrique et au Moyen-Orient.
- 2014 : Newrest Rahal au Maroc renforce son activité de gestion de concessions aéroportuaires et se diversifie dans le catering aérien.
- 2016 : le chiffre d’affaires consolidé dépasse le milliard d’euros. Création d’une division dédiée à la restauration concédée en France.
- 2018 : création de deux unités de catering aérien aux États-Unis pour la compagnie Delta Airlines ; Air Canada confie à Newrest la gestion de son hub international de Montréal.
- 2019 : développement en Asie : Cambodge, Myanmar.
- 2021 : renouvellement et gains de contrats majeurs ; expansion américaine à Atlanta et Houston ; ÖBB et SNCF renouvellent leur confiance en Newrest Wagons-Lits.
- 2022 : renforcement du réseau européen en Scandinavie et en Allemagne ; début du contrat historique avec Scandinavian Airlines ; attribution par Easy Jet de toutes ses escales en Europe continentale (hors Italie).
- 2023 : lancement de l’offre de Facility Management Octopus ; déploiement des lignes de robots ; implantation à l’île Maurice ; création de la Foundation Unlimited[3].
- 2024 : ouverture de la première usine digitalisée (Digital Factory) pour Transavia à Wissous, près de paris ; nouvelles activités en Islande et en Arabie Saoudite.
- 2025 : acquisition des activités du groupe Compass au Chili, au Mexique et en Colombie[4] ; acquisition de GEPSA[5], filiale  du groupe Engie ; ouvertures des Digital Factory de Sucy et Madrid.